# Astragalus kahiricus
Astragalus kahiricus — вид квіткових рослин з родини бобових (Fabaceae). Ареал охоплює такі країни: Єгипет, Пакистан, Туркменістан, Узбекистан, Афганістан, Іран, Ірак, Ізраїль, Йорданія, Кувейт, Саудівська Аравія.

## Середовище
Це багаторічна рослина з кількома стеблами, яка, як зафіксовано, росте вздовж піщаних русел сухих струмків та піщаних пустельних узбіч доріг. Росте на висотах 90–1900 метрів. Наразі немає відомих серйозних загроз для цього виду.

## Біоморфологічна характеристика
Корінь дерев'янистий, стебло ворсинчасте, завдовжки близько 30 см або менше. Листок непарноперисто-складний, ніжка листка приблизно 4.5–10 см завдовжки, ворсинчаста. Листочків 11–17; бічні листочки супротивні або чергові, приблизно 5–29 мм завдовжки, яйцеподібно-округлі, цілокраї, тупі, зверху голі; прилистки приблизно 5–7 мм завдовжки. Суцвіття пазушне, китицеподібне; приквітки приблизно 4–6 мм, запушені. Чашечка чашечки 13–14 мм завдовжки, зубці приблизно 6–7 мм завдовжки. Віночок жовтий. Чашечка збільшується при плоді, завдовжки приблизно 28–35 мм. Плід приблизно 12–15 мм завдовжки, за винятком верхівкової частини та базальної ніжки, голий, двогніздовий, кожна половина з 1 насінною. Цвітіння: березень і квітень.